# Wegnahme
Wegnahme bezeichnet im deutschen Strafrecht die Aufhebung fremden und Begründung neuen, nicht notwendigerweise tätereigenen, Gewahrsams an einer Sache durch Bruch. Wegnahme ist ein Merkmal der Tatbestände des Diebstahls (§ 242 StGB), des Raubes (§ 249 StGB) und der Pfandkehr (§ 289 StGB).
Die Wegnahme besteht aus drei Elementen, und zwar der Gewahrsamsaufhebung, Gewahrsamsneubegründung sowie dem Bruch. 

## Gewahrsamsaufhebung
Zunächst muss die Sache sich im (Mit-)Gewahrsam eines anderen befinden. Gewahrsam ist die vom Herrschaftswillen getragene tatsächliche Sachherrschaft mit der Möglichkeit, jederzeit auf die Sache zugreifen zu können. Eine Gewahrsamsaufhebung und damit eine Wegnahme scheidet also aus, wenn die Sache gewahrsamlos ist, oder sich bereits im Alleingewahrsam des Täters befindet. 
Gewahrsam und (zivilrechtlicher) Besitz sind nicht gleichzusetzen, insbesondere gilt dies für die Figur des mittelbaren Besitzers und die Besitzfiktion im Sinne des § 857 BGB. Beides gibt es im Strafrecht nicht.

## Gewahrsamsneubegründung
Neuer Gewahrsam ist begründet, wenn der Täter ohne wesentliche Behinderung durch den alten Gewahrsamsinhaber die Herrschaft über die Sache erlangt hat und der alte Gewahrsamsinhaber nicht mehr über die Sache verfügen kann, ohne die Verfügungsgewalt des Täters zu beseitigen. 
Beispiel: Wenn der Täter im Supermarkt eine Schachtel Zigaretten in der Innentasche seines Mantels verstaut, findet ein Gewahrsamswechsel statt, da der ursprüngliche Gewahrsamsinhaber – der Inhaber des Supermarktes – nicht mehr über die Sache verfügen kann, ohne die Verfügungsgewalt des Täters zu brechen. Etwas anderes gilt, solange die Schachtel etwa noch im Einkaufswagen des Täters liegt oder in eine mitgebrachte Tasche sichtbar eingelegt und transportiert wird.

## Bruch
Der Gewahrsamsbruch setzt voraus, dass der Wechsel des Gewahrsams gegen oder ohne den Willen des ursprünglichen Gewahrsamsinhabers stattfindet. Wird beispielsweise ein Buch leihweise übergeben, findet zwar in der Regel auch ein Gewahrsamswechsel statt, dieser geschieht aber mit dem Einverständnis des Verleihers, sodass es sich nicht um eine Wegnahme handeln kann. Die bloße Beobachtung etwa durch den Ladeninhaber oder den Kaufhausdetektiv ändert noch nichts am entgegenstehenden Willen des ursprünglichen Gewahrsamsinhabers.
Das Merkmal des „Bruchs“ stellt auch die entscheidende Trennlinie des Diebstahls zum Tatbestand des Betrugs (§ 263 StGB) dar, da dieser sich durch eine freiwillige (Vermögens-)Hingabe auszeichnet, während es beim Diebstahl gerade auf die Unfreiwilligkeit ankommt.